# Telia Eesti
Telia Eesti AS (abans AS Eesti Telekom) és una de les empreses de telecomunicacions més grans dels Estats Bàltics i membre de Telia Company. AS Eesti Telekom és una societat holding registrada i que opera a la República d'Estònia, les filials de la qual ofereixen serveis de telecomunicacions.
L'empresa, fundada el 1991 després de la independència d'Estònia, es va fer càrrec de la xarxa telefònica del govern existent. L'empresa va començar amb una xarxa de cable de coure del període rus soviètic i una llarga llista de persones que esperaven una connexió telefònica. Amb un monopoli de vuit anys, l'empresa va invertir en la construcció d'una nova xarxa telefònica. A la dècada del 1990 hi va entrar a Internet amb el cercador NETI, accés a Internet sota la marca ATLAS i correu electrònic. Quan el monopoli va acabar pel telèfon fix l'any 2000, els serveis telefònics es van posicionar sota ET al mercat de la competència.
Eesti Telekom va canviar el seu nom a Telia Eesti el 2016.
L'operador mòbil estonià EMT i l'operador de banda ampla Elion han fusionat les seves funcions i es coneixen com AS Eesti Telekom des de l'agost de 2014.
AS Eesti Telekom no participa directament en operacions comercials, i els seus beneficis s'acumulen principalment amb els beneficis d'altres empreses del grup. El 2008, les vendes netes del grup Eesti Telekom van ascendir a 6.190 milions de corones, una disminució de l'1% respecte a l'any. El benefici net del grup va ser de 1.438 milions de corones.
Telia Eesti és membre de l'Associació Estònia de Tecnologia de la Informació i Telecomunicacions.
El capital social d'AS Eesti Telekom consta de 137.954.528 d’accions ordinàries amb un valor nominal de 10 corones cadascuna. Les accions ordinàries de l'empresa es reparteixen entre els accionistes de la manera següent:
- Telia Company AB 137.954.529 accions 100%